# Justin Halpern
Pour les articles homonymes, voir Halpern.
Justin Halpern, né en 1980, est le créateur du compte Twitter et l'auteur du livre Shit My Dad Says, littéralement « les conneries que mon père raconte ». Il est également le coscénariste et le coproducteur exécutif de la sitcom de CBS inspirée par son concept, $h*! My Dad Says.
Justin Halpern a grandi à San Diego, Californie. Son père, Samuel Halpern, aujourd'hui retraité, était radiologue.
En 2003, diplômé de la San Diego State University, Justin Halpern s'installe à Los Angeles, avec l'intention de vivre de son écriture. Il rédige alors des scénarios, mais le succès se faisait attendre. En 2009, il devient rédacteur à plein temps pour le site web du magazine Maxim et retourne vivre chez ses parents, à San Diego. 
Depuis son enfance, Justin Halpern a toujours reçu des conseils de bon sens de la part de son père. En août 2009, il décide de partager ces conseils sur son compte Twitter Shit My Dad Says (en). Sur sa page, il explique : « J'ai 29 ans. Je vis avec mon père qui à 74 ans. Il est génial. J'écris les conneries qu'il raconte. » 
Ce compte a connu un succès fulgurant : en quinze jours, il était déjà suivi par 100 000 abonnés. En octobre 2009, Justin Halpern a signé un contrat avec Harper Collins pour la publication d'un livre. En novembre 2009, il signe avec Warner Bros pour une adaptation à la télévision. Le livre Sh*t My Dad Says est paru en février 2010. En juin, il a atteint le premier rang du classement des best-sellers du New York Times. En août 2010, le compte Twitter a plus de 1,5 million d'abonnés.